# Voragocoris
Voragocoris is een geslacht van wantsen uit de familie van de Schizopteridae. Het geslacht werd voor het eerst wetenschappelijk beschreven door Weirauch in 2012.

## Soorten
Het genus bevat de volgende soorten:

- Voragocoris amrishi Makhan, 2013
- Voragocoris schuhi Weirauch, 2012
- Voragocoris weirauchae Albuquerque, Carvalho-Filho, Knyshov & Fernandez, 2020